# Bondage Goat Zombie
Bondage Goat Zombie – siódma długogrająca płyta deathmetalowego zespołu Belphegor. Wydana przez wytwórnię Nuclear Blast w 2008 roku.

## Lista utworów
1. "Bondage Goat Zombie" – 3:59
2. "Stigma Diabolicum" – 5:01
3. "Armageddon's Raid" – 5:07
4. "Justine: Soaked in Blood" – 4:07
5. "Sexdictator Lucifer" – 3:43
6. "Shred for Sathan" – 3:47
7. "Chronicles of Crime" – 5:32
8. "The Sukkubus Lustrate" – 2:56
9. "Der Rutenmarsch" – 5:32

## Listy sprzedaży
| Lista  | Kraj    | Pozycja |
| ------ | ------- | ------- |
| Top 75 | Austria | 42      |